# السفارة القطرية في نيجيريا
السفارة القطرية في نيجيريا هي بعثة دبلوماسية قطرية تقع في العاصمة النيجيريّة أبوجا ويترأس البعثة السفير علي بن غانم الهاجري. تم فتح هذه السفارة في 13 من ديسمبر 2013 يقع مقر البعثة بعقار صن رايز هيلز 2130 في أسوكورو، أبوجا. وتخدم السفارة جمهوريات الكاميرون والغابون وساو تومي

## العلاقات الثنائية القطرية النيجيرية
تتسم العلاقات بين دولة قطر وجمهورية نيجيريا، حسب البينات الواردة في الموقع، بالودية؛ حيث يوجد تفاهم بين الدولتين في وجهات نظر للعديد من القضايا الدولية والإقليمية لاسيما بعد إجراء انتخابات العام 2015م وتسلم الرئيس محمد بخاري الحكم من غير عنف. وتنعكس نتيجة هذه العلاقات في زيارة رئيس جمهورية نيجيريا إلى قطر استجابة لدعوة رئيس دولة قطر كما زار الرئيس القطري دولة نيجيريا في عام 2019. ومن خلال تلك الزيارات، تم التوقيع على العديد من الاتفاقيات ذات اهتمام مشترك بين البلدين.

## إدارة البعثة

### السفير
يترأس هذه البعثة السفير الدكتور علي بن غانم الهاجري.

### إداريون
1. أحمد بن محمد يوسف الحر (مستشار)
2. أحمد بن إبراهيم محمد المسند (سكرتير ثاني)